# イスマエル・ルイス
イスマエル・ルイス・サルモン（Ismael Ruiz Salmón、1977年7月7日 - ）は、スペイン・カンタブリア州サンタンデール出身の元サッカー選手。現役時代のポジションはMF。

## 経歴
ラシン・サンタンデールのカンテラ出身。1995-96シーズンにトップチームデビューを果たし、1998-99シーズンからトップチームのレギュラーに定着し、2000年の9月にはシドニーオリンピックへ出場し、銀メダル獲得に貢献した。しかし、2001-02シーズンにラシン・サンタンデールがセグンダ・ディビシオンへ降格してしまうと、自身もそれ以降は国内の下部リーグでプレーするシーズンが続き、2007-08シーズン終了後にベニドルムCFで現役を引退した。プリメーラ・ディビシオンでは通算129試合8得点という成績を残している。